# バックステップ
バックステップ（Back Step）は、オートバイの運転者が足をかけるステップ（フットレスト）を純正よりも後方に移動させたものを指す。英語では"rear set foot rest"という名称が古くから用いられている。

## 概要
バックステップは純正よりも足を後方に置くことでひざの位置が低くなるため、上体を前傾させたときに股関節の屈曲が小さい。一方、上体をあまり前傾させない場合は背筋や下半身の緊張を強いられる姿勢となりやすい。